# 박두원
박두원(朴斗元, 1926년 7월 5일~1952년 8월 2일)은 대한민국 군인이다. 해방 이후 한국 전쟁 당시 중위로 공군 제1전투비행단 제10전투비행전대의 편대장을 역임하였다.
1952년 8월 2일 작전 중 피격을 받고 복귀하던 중 항공기 폭발로 숨졌으며, 대위로 1계급 특진 및 을지무공훈장에 추서되었다.

## 생애
경상북도 경주 출생으로 광복 이전 7세 때 동생과 단 둘이 일본으로 건너가 1943년 3월 사가중학교를 졸업하고 1944년 일본 다치아라이 육군비행학교를 졸업하고 조종사 자격을 얻었다. 
1950년 6.25전쟁이 발발하였을 때에 1950년 10월 재일학도의용군으로 자원 입대하였으며, 참전한 재일학도의용군 가운데 유일하게 조종사로 활약하였다. 아군에 전투 비행대가 있다는 것과 전투조종사가 부족하다는 소식을 듣고, 직접 공군본부를 찾아가 당시 작전국장인 한해남 중령을 만남으로 1951년 7월부터 대한민국의 공군 전투조종사로서의 활약을 시작하였다. 1952년 2월 제1전투비행단 제10전투비행전대에 배속되어 F-51 전투기 조종사로 88회 출격하여 많은 공을 세웠다.
1952년 8월 2일 출격 편대 명단에 자신의 이름이 없음에도 동료 조종사 대신에 출격하여 내금강에 위치한 장안사 부근의 적 보급품 집결지를 공격하던 중 기상악화로 인하여 계획된 고도를 유지하지 못했고, 적 지상포화에 피탄되었다. 그러나 기체를 살리기 위해 비상탈출을 하지 않고 귀환하던 중 강원도 간성 상공에서 항공기의 공중폭발로 인하여 산화하였다.

## 공적
6.25 전쟁 발발 이후 동년 10월 재일학도의용군으로 자원 입대하여 영천 전투에 투입되었다.  이 후 조종사가 부족하다는 소식을 듣고, 조종사 경력이 있었던 그는 공군으로 전군하였다. F-51 무스탕 전환훈련을 받고 1952년 3월 공군 소위로 임관하여 제1전투비행단 제10전투비행전대에 배속되었다. 강릉기지에서 출격해 원산,고성,간성,신안주 등지의 작전에 투입되어 적 진지, 보급품 집적소 등에 대한 폭격임무를 띠며 여러 공적을 세웠다. 특히 1952년 6월 28일 목표공격에서 명중탄을 퍼부어 그 일대를 폭격함으로 6.25 전쟁에서 보기 드문 미 국방성 특별수훈장을 받았다.
전투조종사가 되면서 최소 100회의 출격을 꿈꾸었던 박두원 대위가 1952년 8월 2일, 89회를 마지막으로 산화하자, 동료 조종사들은 다음날부터 그의 영정 사진을 들고 교대로 출격하여 100회 출격기록을 달성해주는 전우애를 발휘하였다. 전사 당시 공군 중위 계급이었던 박두원은 전사 후 곧 대위로 1계급 특진하게 되었고, 을지무공훈장이 추서되었다.

## 학력/경력
1943년 3월 일본 사가(佐賀)현에 있는 사가중학교를 졸업
1944년 3월 다치아라이 육군비행학교 졸업
1952년 2월 간부후보생 16기
1952년 3월 공군 소위 임관(군번: 50945)

## 서훈
을지무공훈장
비행훈장
대통령수장
6.25 종군기장

## 재일학도의용군
1950년 6월 25일 북한의 남침으로 6.25 전쟁이 발발하자 같은 해 10월 재일학도의용군으로 자원 입대하여 대구와 영천전투에 투입되었다. 재일학도의용군 중 전사자는 135명이었고, 그 중 한 명이 박두원 대위였다. 또한 박두원 대위는 재일학도의용군 중 유일한 공군 조종사였다. 당시 병역의 의무가 없었음에도 전쟁에 지원하여 참여하였다. 5차에 걸친 재일학도의용군 참전 과정에서 제5진으로 참전하게 되었다. 제5진은 규슈지방 출신자 54명으로, 9월 18일 오이타현 뱃푸 캠프에 입소하여 다른 의용군과는 달리 체계적인 훈련을 받았고, 45일간 기본 훈련을 마치고 정식으로 육본에서 부여한 카투사 고유 군번이 부여되었다. 이 때, 박두원은 다른 제5진 재일학도의용군 참전자가 미 제3사단에 배속되어 11월 10일 고쿠라 항을 출항하여 원산상륙작전에 투입되었던 것과는 달리 공군에 추천되어 전투기 조종사로 활약하게 되었다. 2014년 10월 3일 도쿄 민단본부 앞에 새로 건립된 '재일학도의용군 충혼비'의 전사자 명부 맨 상단에 유일한 장교로서 박두원 대위의 존함이 새겨져 있다.

## 이달의 호국 인물
2002년 7월 이달의 호국 인물에 선정되었다.

## 기타
그의 애국심을 보여주는 자료로 박두원 대위의 조종사로서의 출격 후 그와 가깝게 지내던 후배 조종사 이희근 중위(제15대 공군참모총장)에게 보낸 편지가 박두원 대위의 사후 30년만에 발견되었다.
"친애하는 나의 희근 군! 군이 보내준 글월은 나에게 끝없는 기쁨과 반가움을 가져다 주었네.
너무나도 그리우면서도 편지 한 장 쓰지 못한 나의 허물을 용서해주게.
어려운 여건 중에서도 의연분투하고 있다니 무엇보다 다행일세.
나도 원기 왕성하게 적 공산군 격멸에 매진하고 있으니 안심하게.
다년간의 숙망이, 아니 일생을 통하여 자기가 밟아야 할 길을 걷게 된 자신을 돌아볼 때 이 감격을 누구에게 터놓고 나누어야 할지 모르겠네.
한 번 출격하면 두 번하고 싶고, 세 번 출격하면 네 번째의 출격이 안타깝도록 기다려지네.
폭탄이 없고 로켓이 떨어지면 눈 아래 보이는 적 고사포를 발길로라도 짓밟아 버리고 싶은 마음 어찌할 수 없네.
곧 출격하게 되네. 희근이 날 믿어주게. 굳은 결의로 조국을 지키세.
이것은 조국이 우리 젊은이들에게만 맡겨준 위대한 사명이며 영광이 아니겠는가.
전쟁을 기필코 이겨야 한다는 걸 새삼스럽게 강조하고 싶네.
침략자 공산무리를 격멸하고 내 조국 아니 자유민의 영원한 평화와 행복을 위하여 한국청년의 긍지를 다하세.
그럼 다음을 약속하면서 건투를 비네.
1952년 4월 1일 두원"

## 참고 문헌
이원희 ( Lee¸ Weon-hee ). "6·25전쟁 시 학도의용군의 활약과 보훈선양방안 - 포항지구전투 학도의용군과 재일 학도의용군을 중심으로 -." 군사논단 104.- (2020): 167-192.
이지원 (공군사관학교 부교수), "6·25전쟁 전반기 미국의 항공기 원조와 한국의 전투조종사 양성정책: 제1전투비행단 창설과정을 중심으로 -" 동북아연구, 35권 2호 (2020): 37-64.
국방일보. "인천상륙작전·장진호전투 등 맹활약...135명 전사"
한국민족문화대백과사전, 박두원(朴斗元)
국가보훈처 (2016. 12. 1). "하늘에서 이룬 꿈 박두원 공군대위".
『공군사』 1(공군본부,2011)
조선일보, <사람들> (1990.0626)